# 西長島 (新潟市)
西長島（にしながしま）は、新潟県新潟市西蒲区の大字。郵便番号は953-0131。

## 概要
1889年（明治22年）から現在の大字。西川と矢川に挟まれた低地に位置する。もとは1880年（明治13年）から1889年（明治22年）まであった西長島村の区域の一部。1983年（昭和58年）まで岩室村役場所在地だった。

### 隣接する町字
北から東回り順に、以下の町字と隣接する。
- 横曽根
- 西中
- 北野
- 白鳥
- 久保田
- 橋本
- 潟上

## 歴史
1880年（明治13年）に長島村が改称して成立。
長島村（ながしまむら）
江戸時代から1880年（明治13年）まであった村名。承応から明暦年間に開発されて成立。長島新村とも称したが、1880年（明治13年）に西長島村に改称した。

### 年表
- 1889年（明治22年）4月1日 : 合併により船越村の大字となる。
- 1901年（明治34年）11月1日 : 合併により岩室村の大字となる。
- 2005年（平成17年）3月21日 : 合併により新潟市の大字となる。
- 2007年（平成19年）4月1日 : 新潟市の政令指定都市移行により、西蒲区の大字となる。

## 世帯数と人口
2018年（平成30年）1月31日現在の世帯数と人口は以下の通りである。
| 大字   | 世帯数 | 人口  |
| ------ | ------ | ----- |
| 西長島 | 43世帯 | 126人 |

## 小・中学校の学区
市立小・中学校に通う場合、学区は以下の通りとなる。
| 番地 | 小学校             | 中学校             |
| ---- | ------------------ | ------------------ |
| 全域 | 新潟市立岩室小学校 | 新潟市立岩室中学校 |

## 主な企業・施設
- 新潟市立岩室小学校
- 越後中央農業協同組合（JA越後中央） 岩室支店

## 交通

### 道路
- 新潟県道55号新潟五泉間瀬線